# Spice (Sam Fender)
Spice è un singolo del musicista britannico Sam Fender, pubblicato il 20 novembre 2018.

## Video musicale
Il video musicale è stato diretto da Jack Whitefield.

## Tracce
1. Spice – 2:21